# Lali Álvarez
Lali Álvarez és dramaturga, directora d'escena i escriptora. Va estudiar Filosofia a la Universitat de Barcelona, Realització d'Audiovisuals a La Mercè i Direcció i Dramaturgia a l'Institut del Teatre. És directora artística de l'Agrupació Hui Basa i de la Companyia LAPùBLICA, i ha estat codirectora del procés de creació col·lectiva SOM (FiraTàrrega 2014) i ajudant de direcció dels espectacles de la Cia.
Álvarez, amb Hui Basa, està en residència artística a la Nau Ivanow de Barcelona. És a través d'aquesta residència que el gener de 2018 va viatjar a Nova York per presentar el seu projecte al Gibney Dance Center, on va oferir una conferència a l'escola d'interpretació HB Studio sota el nom People who make theater: meet the catalan artists. Amb Hui Basa, Álvarez ha escrit a quatre mans amb Pau Matas, Tha Zpa ("L'espera"), un espectacle de carrer que es va estrenar el setembre de 2018 a Fira Tàrrega dins del programa Suport a la Creació. També ha estat al darrere de Privilege, un documental teatral sobre el concepte de privilegi que va debutar al Festival Grec de Barcelona el juliol de 2019. El maig de 2018 va presentar Disseny Hug, una intervenció per a l'espai lliure ideada i creada per Álvarez i Gary Shochat, i el novembre de 2019 la peça Mateix dia, mateixa hora, mateix lloc al Teatre Nacional de Catalunya.
Álvarez és autora i directora de l'obra BARCELONA (contra la paret), de la companyia LAPùBLICA (Grec, FiraTàrrega i Temporada Alta 2016); i també de Ragazzo (Nau Ivanow, 2015), guanyadora del Premi de la Crítica 2015 al Millor Espectacle per a Joves i de l'Actor Revelació i del Premi Serra d'Or al Millor Espectacle Teatral de 2015.